# Savior (singel Iggy Azalei)
Savior – singel australijskiej raperki Iggy Azalei z gościnnym udziałem rapera Quavo z grupy rapowej Migos. Piosenka została wydana 2 lutego 2018 roku nakładem wytwórni Island Records. Autorem tekstu są Azalea, Quavo, Lisa Stansfield, Verse Simmonds, Akil King, Myjah Veira, Kyle Owens, Ian Devaney, Andy Morris, oraz Cirkut, producent utworu.